# Trochosa albifrons
Trochosa albifrons är en spindelart som först beskrevs av Roewer 1960.  Trochosa albifrons ingår i släktet Trochosa och familjen vargspindlar.
Artens utbredningsområde är Kongo. Inga underarter finns listade i Catalogue of Life.